# Frédérique Ries
Frédérique Ries (ur. 14 maja 1959 w Balen) – belgijska polityk, dziennikarka, posłanka do Parlamentu Europejskiego V, VI, VII, VIII i IX kadencji.

## Życiorys
W 1979 ukończyła studia w dziedzinie nauk ekonomicznych na Uniwersytecie w Liège. Dwa lata później na tej samej uczelni uzyskała licencjat z dziennikarstwa. Pracowała jako dyrektorka handlowa w radiu FM56, następnie producentka i prezenterka kanałów telewizyjnych w RTL-TVI, zajmując się głównie programami publicystycznymi.
W 1999 jako kandydatka Partii Reformatorsko-Liberalnej uzyskała mandat deputowanej do Parlamentu Europejskiego. Złożyła go na początku 2004, obejmując rządowe stanowisko sekretarza stanu ds. europejskich i zagranicznych. Po wyborach europejskich w tym samym roku powróciła do Europarlamentu z ramienia nowej formacji walońskich liberałów – Ruchu Reformatorskiego. W 2009 skutecznie ubiegała się o reelekcję. Zasiadła w grupie Porozumienia Liberałów i Demokratów na rzecz Europy, Komisji Ochrony Środowiska Naturalnego, Zdrowia Publicznego i Bezpieczeństwa Żywności oraz Komisji Praw Kobiet i Równouprawnienia. W 2014 i 2019 była wybierana na okres VIII i IX kadencji Parlamentu Europejskiego.